# Szymon Szynkowski vel Sęk

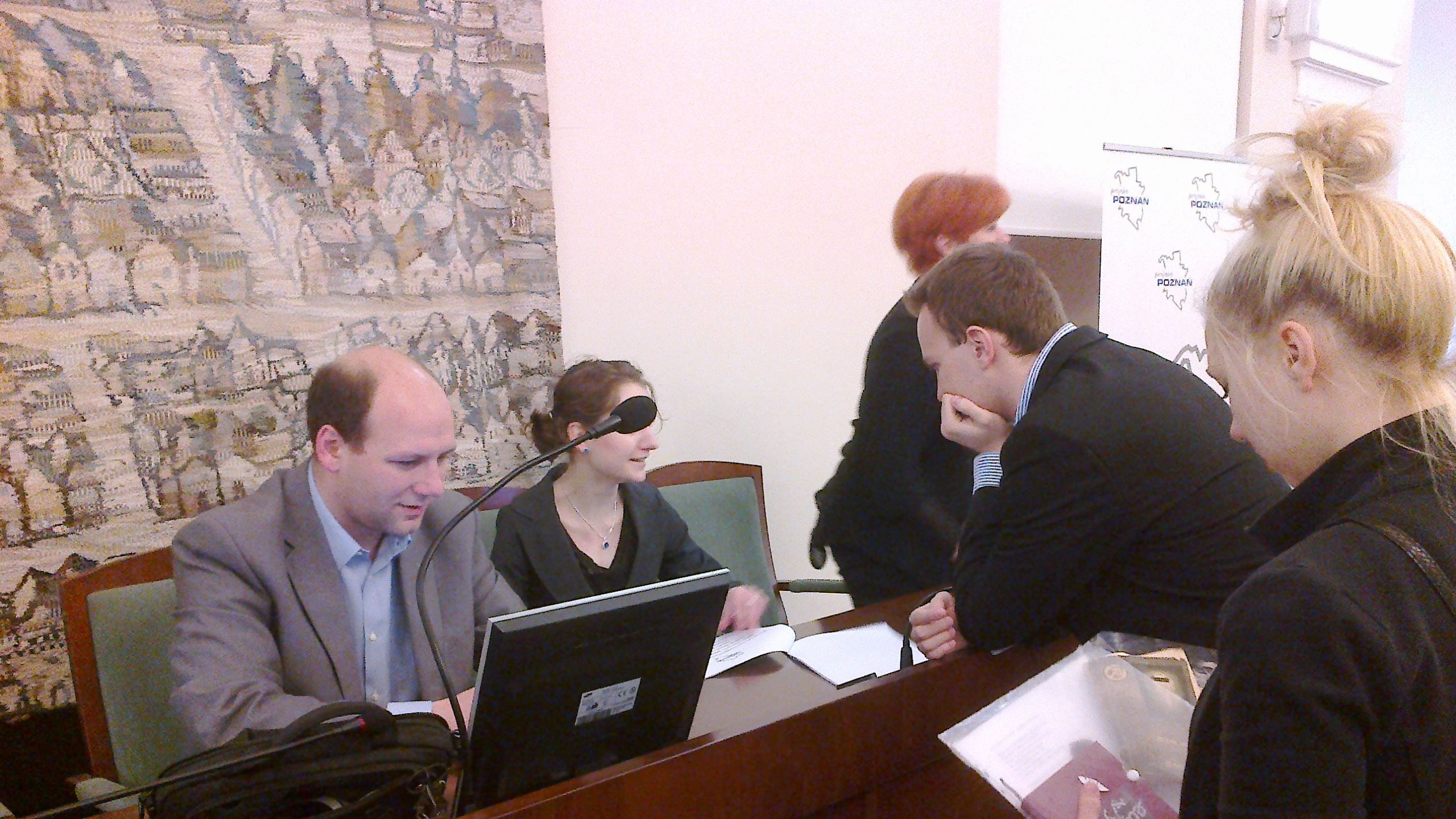
Szymon Szynkowski vel Sęk (pierwszy z lewej) ze współpracownikami w trakcie spotkania programowego w Urzędzie Miasta Poznania

Szymon Andrzej Szynkowski vel Sęk (ur. 24 listopada 1982 w Poznaniu) – polski polityk, działacz partyjny i samorządowiec, poseł na Sejm VIII, IX i X kadencji, w latach 2018–2022 sekretarz stanu w Ministerstwie Spraw Zagranicznych, w latach 2022–2023 minister do spraw Unii Europejskiej w drugim rządzie Mateusza Morawieckiego, w 2023 minister spraw zagranicznych w trzecim rządzie tego samego premiera.

## Życiorys
Syn Henryka i Doroty. Absolwent VI Liceum Ogólnokształcącego w Poznaniu oraz stosunków międzynarodowych na Uniwersytecie im. Adama Mickiewicza w Poznaniu. Był stypendystą programu Erasmus na Uniwersytecie w Osnabrücku (2003–2004). W młodości działał w stowarzyszeniu Młodzi Konserwatyści, kierował jego poznańskim oddziałem. Zaangażował się w działalność polityczną w ramach Prawa i Sprawiedliwości. Był asystentem posła Jacka Tomczaka i eurodeputowanego Marcina Libickiego. Później zatrudniany w biurach kolejnych wielkopolskich europosłów PiS – Konrada Szymańskiego i Ryszarda Czarneckiego.
W 2006 po raz pierwszy został radnym Poznania, ponownie wybierany na tę funkcję w 2010 i w 2014. W radzie miejskiej do 2015 sprawował funkcję przewodniczącego komisji rewizyjnej. W latach 2012–2015 był przewodniczącym klubu radnych PiS. Był też delegatem Poznania i członkiem zarządu Związku Miast Polskich.
W wyborach parlamentarnych w 2015 wystartował do Sejmu w okręgu poznańskim. Uzyskał mandat posła VIII kadencji, otrzymując 8676 głosów. 1 czerwca 2018 został powołany na stanowisko sekretarza stanu w Ministerstwie Spraw Zagranicznych. W październiku tegoż roku został mianowany pełnomocnikiem rządu ds. szczytu Bałkanów Zachodnich w ramach Procesu Berlińskiego, które to stanowisko sprawował do czasu zakończenia polskiej prezydencji w tym procesie. Bez powodzenia kandydował w wyborach do Parlamentu Europejskiego w 2019.
W wyborach w tym samym roku z powodzeniem ubiegał się o poselską reelekcję, otrzymując 24 233 głosy. W lutym 2020 został pełnomocnikiem PiS w okręgu poznańskim, zastępując Zbigniewa Hoffmanna. W kwietniu 2020 mianowano go pełnomocnikiem rządu ds. polskiego przewodnictwa w Grupie Wyszehradzkiej.
13 października 2022 prezydent Andrzej Duda powołał go na stanowisko ministra do spraw Unii Europejskiej. W wyborach w 2023 trzeci raz z rzędu uzyskał mandat poselski z wynikiem 45 167 głosów. 27 listopada 2023 objął stanowisko ministra spraw zagranicznych w trzecim rządzie Mateusza Morawieckiego. Funkcję tę pełnił do 13 grudnia 2023. W Sejmie X kadencji został wiceprzewodniczącym Komisji do Spraw Unii Europejskiej.
W listopadzie 2024 był jedynym kandydatem w wewnątrzpartyjnych wyborach na prezesa zarządu okręgu poznańskiego PiS, jednak jego kandydatura została odrzucona przez lokalnych działaczy.